# Jarrod Murphy
Jarrod Murphy es un aerodinámico británico de Fórmula 1. Actualmente es el director de aerodinámica del equipo Mercedes-AMG Petronas Motorsport.

## Biografía
Murphy comenzó su carrera en el automovilismo como analista de estrés para el equipo Benetton Formula en 1996. Luego pasó a CFD (Dinámica de Fluidos por Computadora), convirtiéndose en director en Renault en 2006. En 2013 se trasladó a Mercedes para convertirse en jefe de aerodinámica en 2017. En julio de 2021, fue ascendido a Director de Aerodinámica, abarcando un cometido más amplio y reemplazando efectivamente a Mike Elliott, quien fue ascendido a director técnico.

## Trayectoria
- Responsable de Aplicación CFD: Renault (2002-2006)
- Responsable de CFD: Renault (2006-2011)
- Responsable de CFD: Lotus F1 Team (2012-2013)
- Jefe de aerodinámica: Mercedes (2013-2017)
- Responsable de aerodinámica: Mercedes (2017-2021)
- Director de Aerodinámica: Mercedes (2021-)